# Суфијска психологија
Суфијска психологија је област психологије која за своје учење узима принципе и учења суфизма и примењује их у области савремене психологије. Гледано кроз ову призму наша невоља и бол потичу од недостатка знања о томе ко смо, а при томе смо се ухватили прича и ограничења за која себи кажемо, да је прошлост утицала на нас или страха од наше способности сналажења у околностима у будућности, а све зато што не знамо ко смо нити које су наше могућности. Суфијска психологија настоји да подсети сваког појединца да за њих постоји више од ових аспеката који су реактивни на животну средину. Улазећи дубље у себе и тапкајући у сталном и стабилном делу свог бића, мања је вероватноћа да ће се нека особа поколебати са оним што се догађа изван њега и флуктуацијама које живот има.
У суфијској исламској психологији постоје три централне идеје, а то су Нафс (ја, его или психа), Калб (срце) и Рух (дух). Порекло и основа ових појмова је Куран, а они су објашњени вековима у суфичким коментарима.

## Опште информације
Сматра се да је Нафс (ја, его или психа) најнижи принцип човека. Виши од нефса су Калб (срце) и Рух (дух). Ова трипартиција чини темељ каснијих, сложенијих система и налази се већ у куранском коментару Ја'фара ал-Садика. Он сматра да је нафс својствен залиму (тиранину), калбу муктасиду (умерен) и руху сабику (претходном, победнику); залим воли Бога ради њега самог, муктазид га воли због себе, а сабик поништава његову властиту вољу у Божјој вољи. Баиезид Бистами, Хаким ат-Тирмидхи и Јунаид су пратили ову трипартицију. Кхарраз, међутим, убацује између нафс и калб картицу елемената, "природу", природне функције човека. Духовно тело (душа) створено је у одраслом облику живог тела.
Готово у исто време у историји, Нури је у човеку видео четири различита аспекта срца, која је извео из Курана:
Садр (дојка) је повезан са исламом (Сура 39:23); калб (срце) је седиште имана (вере) (Сура 49: 7; 16: 106); фуад (срце) је повезан са марифом (гноза) (Сура 53:11); а лубб (најдубље срце) је сједиште таухида (Сура 3: 190).
Суфије често додају елемент сира, најунутарашњији део срца у којем се доживљава божанско откровење. Џафар је, у занимљивом поређењу, увео разум, акл, као баријеру између нафса и калба - „баријеру коју обојица не могу надићи“ (Сура 55:20), тако да тамни нижи инстинкти не могу угрозити чистоћу срца. Сваки од ових духовних центара има своје функције, а Амр ал-Макки је сажео неке од раних суфијских идеја у мит:
Бог је створио срца седам хиљада година пре тела и држао их у близини себе, а духове је створио седам хиљада година пре срца и чувао их у врту интимног заједништва (не) са собом, и са савешћу - најунутрашњији део - Он је створио седам хиљада година пре духова и држао их у степену сједињења (васл) са собом. Затим је затворио савест у духу и дух у срце и срце у тело. Затим их је тестирао и послао пророке, а затим је сваки почео да тражи своју станицу. Тело се окупирало молитвом, срце достигло љубав, дух је стигао у близину свог Господа, а најдубљи део нашао је одмор у сједињењу с Њим.

## Нафс
Нафс (ја, его) је аспект психе који се може посматрати дуж континуума и има потенцијал функционисања од најгрубљег до највишег нивоа. Ја на свом најнижем нивоу односи се на наше негативне особине и склоности, контролисане емоцијама, жељама и њиховим задовољењем.
Суфи психологија идентификује седам нивоа нафса, који су идентификовани у Курану. Процес раста зависи од рада на овим нивоима. То су:
- тиранско ја,
- жаљење,
- надахнуто ја,
- спокојно ја,
- задовољно ја,
- угодно ја,
- чисто ја.[4][5]

## Калб
У суфијској психологији срце се односи на духовно срце или калб, а не на физички орган. То духовно срце садржи дубљу интелигенцију и мудрост. Он држи Божанску искру или дух и место је гнозе и дубоког духовног знања. У суфизму циљ је развити срце које је искрено, пуно љубави и саосећања, и развити интелигенцију срца, која је дубља и утемељенија од рационалне, апстрактне интелигенције ума.
Баш као што физичко срце снабдева организам крвљу, духовно срце храни душу мудрошћу и духовном светлошћу, а такође чисти и грубе црте личности.
Према суфистичкој психологији емоције потичу од себе или нафса, а не од срца. Калб посредује између нафса и духа. Његов задатак је да контролише нафс и усмери човека према духу.

## Рух
Дух рух је у директној вези са Божанским, чак и ако неко није свестан те везе. Дух има седам нивоа или аспеката потпуног духа. Ти нивои су:
- минерални,
- биљни,
- животињски,
- лични,
- људски,
- тајни,
- тајна тајних душа.

Сваки ниво представља фазе еволуције и процес кроз који пролази у свом расту. Дух је холистички и протеже се на све аспекте особе, односно тело, ум и душу. Сваки ниво духа има вредне дарове и снаге, као и слабости. Циљ је развити снаге и постићи равнотежу између ових нивоа, не препуштајући нижим да се фокусирају само на више.
У традиционалној психологији,
- его психологија се бави животињском душом,
- психологија понашања фокусира се на условљено функционисање душе поврћа и животиња,
- когнитивна психологија се бави менталним функцијама личне душе,
- хуманистичка психологија се бави активностима људске душе,
- трансперсоналном психологија се бави его-надилазећом свешћу тајне душе и тајном тајних душа.

Дух је изван царства стварања. Директно је повезан са Алам е Лахот (јединством атрибута и имена) које потиче од Амр Алаха (Аллахове заповести). Стога Дух већ зна све, укључујући и свој извор.

## Латаиф
Латаиф су посебни органи перцепције у суфијској духовној психологији, суптилни људски капацитети за искуство и деловање. У зависности од контекста, латаиф се такође схвата као одговарајући квалитет тог искуства или радње.
Арапска реч латифа (једнина) у основи значи „суптилност“, а израз Латаиф-е-сита значи „шест суптилности“ (иако се број латаифа може разликовати у зависности од специфичне суфијске традиције). Подразумева се да сви латаифи (множина) заједно чине људско "суптилно тело", познато под именом Јисм Латиф.
Остваривање (или активирање или буђење или "осветљавање") искуства појединачног латаифа (а тиме и џизма у целини) неки суфијски редови сматрају централним делом свеобухватног духовног развоја који производи суфијски идеал Потпуни човек (Ал-Инсан ал-Камил).

## Срећа у суфизму
Суфизам тежи ка развоју меког, осећајног, саосећајног срца. Разумевање кроз „интелигенцију срца“ је супериорније од разумевања кроз интелигенцију главе. Заиста, интелигенција срца је једини инструмент који се може користити за откривање коначне истине.
За суфије, разум је ограничен на много начина и не може прерасти своја инхерентна ограничења. Конкретно, када разум пориче интуитивно знање и ’‘заслепи око срца‘‘, он постаје мета оштрих критика суфизма. Ово стоји у оштрој супротности са аристотеловским и савременим западњачким нагласком на логичком расуђивању као највишој људској способности, која треба да влада читавом личношћу.
На основу тога, срећа се не може постићи разумом и интелектом, већ се срећи тежи путем интуиције и мистичног искуства.
Други важан концепт у суфизму је его (ја или нафс). Его је део наше психе који нас доследно води са духовног пута, део сопства који нам наређује да чинимо зло. Его може спречити актуализацију духовног потенцијала срца ако га не контролишу божански аспекти личности. Да би се постигла аутентична срећа, против ега се треба активно борити током живота.  Крајње стање среће за суфију је уништење индивидуалног сопства, што чини идентитет појединачне особе. Ово стање се односи на уништење индивидуалног сопства како би особа остварила јединство са Божанским Бићем.